# Mestre de l'Escrivà

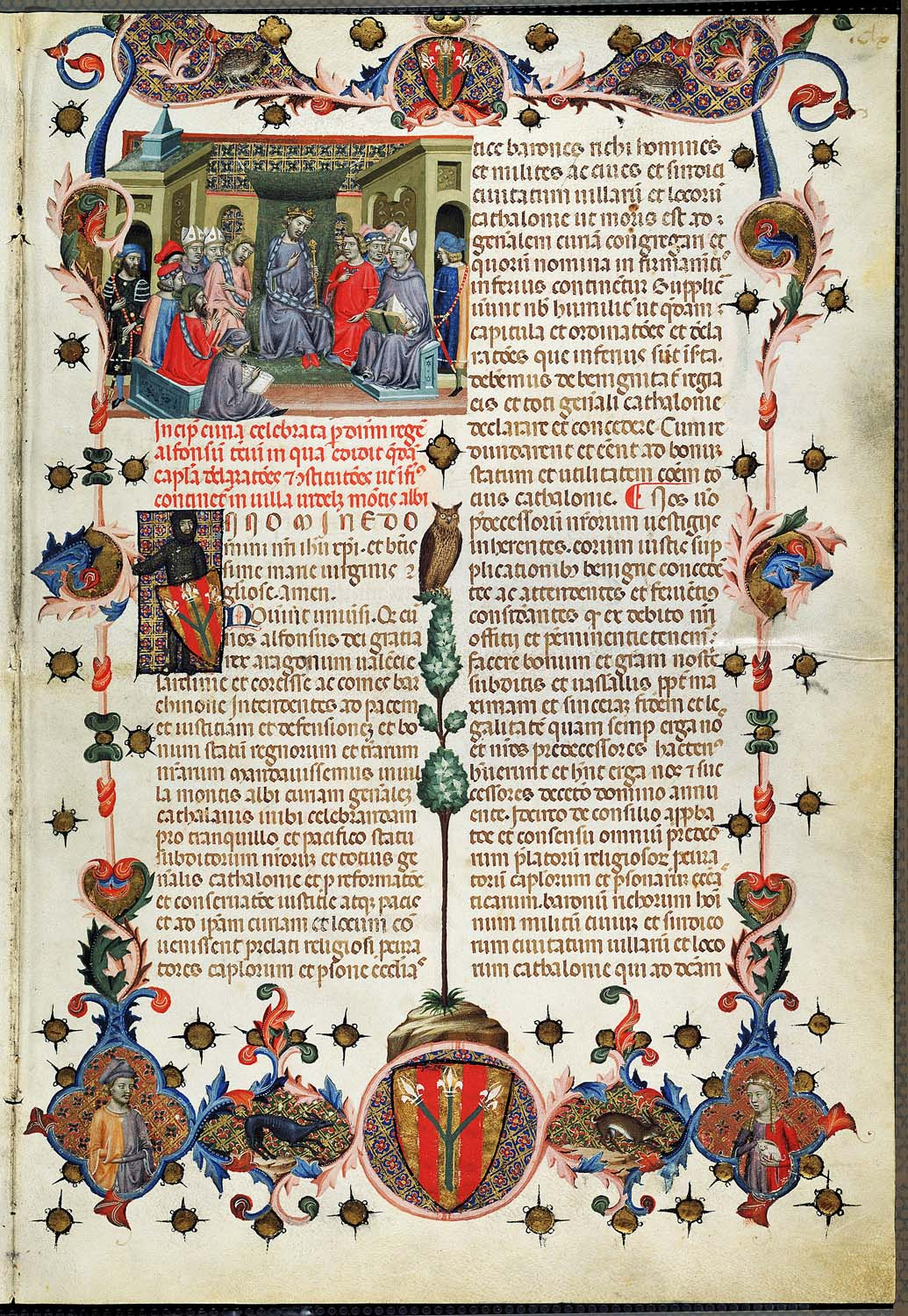
Foli dels Llibre dels Usatges i Constitucions de Catalunya, a l'Arxiu Municipal de Lleida

El Mestre de l'Escrivà fou un miniaturista i pintor gòtic d'identitat desconeguda, actiu a Catalunya durant la primera meitat del segle xiv; se l'ha considerat proper a l'entorn del taller dels Bassa.
Va treballar a Lleida, des d'on va donar continuïtat a algunes de les empreses iniciades a l'època de Jaume II el Just i assumides posteriorment per la seva vídua, Elisenda de Montcada, germana d'Ot I de Montcada i de Pinós. Entre 1328 i 1339 difon l'italianisme del Trecento a Lleida coincidint amb el retorn de Ferrer Bassa d'Itàlia. La seva desaparició cap al 1339 explicaria que els Montcada encarreguessin alguns retaules per a la seva capella a la Seu Vella de Lleida entre 1340 i 1341.

## Obres atribuïdes
- Llibre dels Usatges i Constitucions de Catalunya, de 1362, a l'Arxiu Municipal de Lleida, Lleida.[3][4]

També es creu que col·laborà en la realització de:
- 1342-1348, Decretum Gratiani, encarregat per Berenguer de Saportella i Pinós, tal com ho demostra l'heràldica que es representa a les seves miniatures.[5][6]
- Llibre Verd, Arxiu Històric de la Ciutat de Barcelona, Barcelona.